# Parasol Wrocław
MKS "Parasol" Wrocław (współpraca z WKS "Śląsk Wrocław" SA) – wrocławski Młodzieżowy Klub Sportowy o czerwono-czarnych barwach, specjalizujący się w szkoleniu dzieci i młodzieży, zawiązany w 1982 roku. MKS Parasol Wrocław kontynuuje tradycje klubów Pogoni Leśnica oraz Stali Pilczyce. Do stałych imprez organizowanych przez Parasol należy coroczny bieg przełajowy Parasola dla dzieci i młodzieży.

## Historia
Młodzieżowy klub sportowy został założony w kwietniu 1982 przez Tadeusza Banacha, Andrzeja Kuciela i Michała Popka przy Dzielnicowym Ośrodku Sportu i Rekreacji Wrocław Fabryczna. Jest kontynuatorem powstałego po II wojnie klubu "Parasol", którego nazwa pochodzi od Batalionu Parasol, harcerskiego batalionu AK.
Klub korzysta ze stadionu o pojemności 2000 miejsc, który należy do Młodzieżowego Centrum Sportu Wrocław.

## Sekcja piłki nożnej
Sekcja piłki nożnej, w której zajęcia odbywają się we wszystkich grupach młodzieżowych (7-18 lat). Juniorzy klubu od lat są w czołówce w mistrzostwach regionu Dolnośląskiego. Wygrywali je w latach 1998-99 oraz w roku 2007.

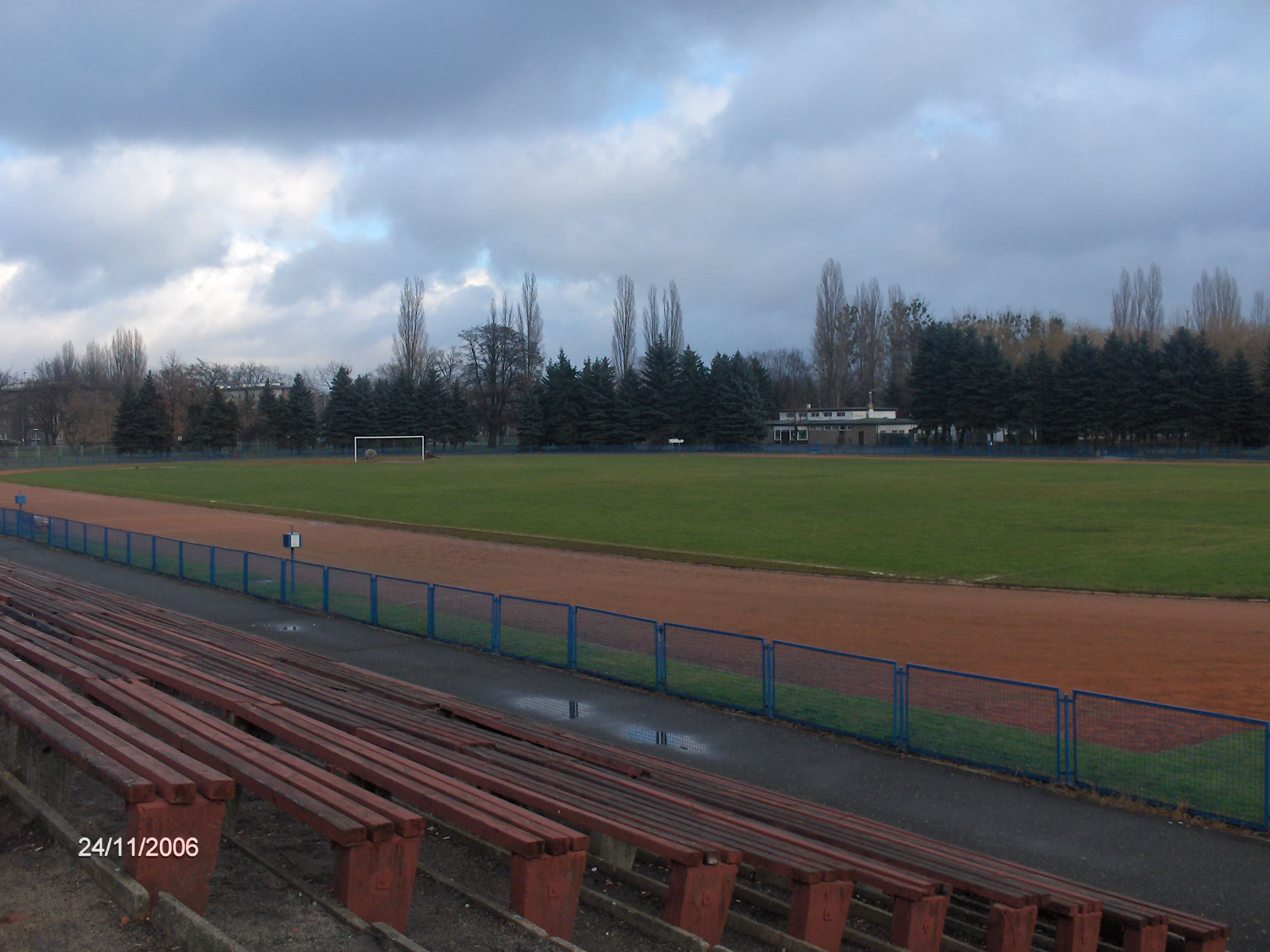
Stadion klubu

Klub wychował takich piłkarzy jak Maciej Kowalczyk, Ireneusz Kowalski, Krzysztof Ulatowski, Marek Kowalczyk, Krzysztof Ostrowski, Krzysztof Danielewicz i Jakub Wrąbel.

## Sekcja lekkoatletyki
Sekcje lekkoatletyki prowadził trener Czesław Kołodyński, czołowy zawodnik [lat 60. w biegu na 1500 m oraz na 3000 m i 5000 m. Trenowała w niej m.in. wielokrotna mistrzyni Polski juniorów na 1500 m, halowa mistrzyni Polski seniorów na dystansie 1500 m Agnieszka Miernik.